# Perasia prolixa
Perasia prolixa là một loài bướm đêm trong họ Noctuidae.